# Rocky road (helado)

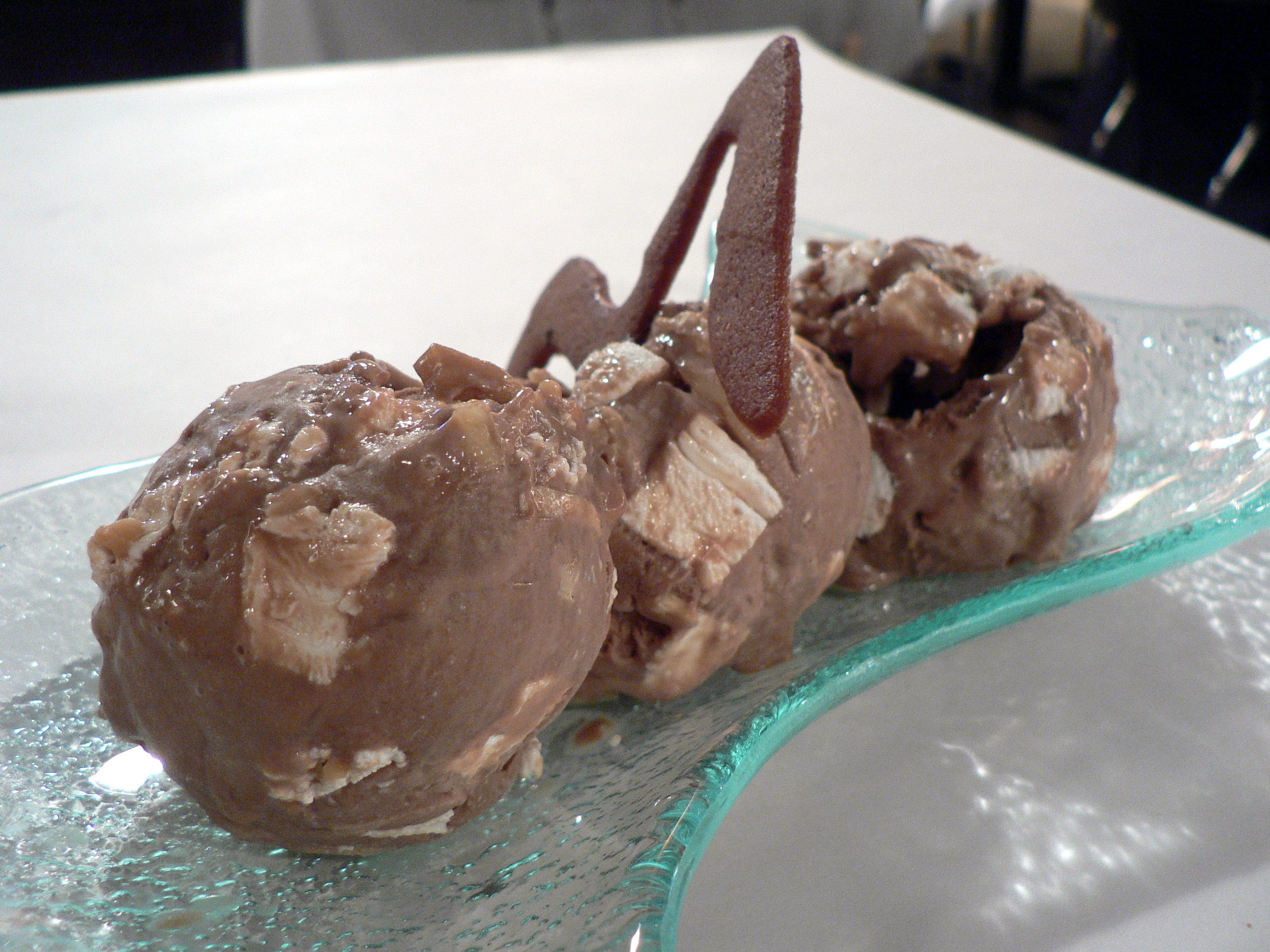
Helado sabor Rocky road, con galletas de chocolate.

El helado sabor Rocky road es una variante del helado de chocolate creada en 1929 y considerada muy popular en los Estados Unidos. Tradicionalmente se realiza con helado de chocolate, nueces y malvaviscos.

## Historia
El sabor fue creado en marzo de 1929 por William Dreyer, en Oakland, California. Dreyer cortó nueces y malvaviscos con las tijeras de costura de su esposa y los añadió a su helado de chocolate, de forma que copiaba la creación de un caramelo de chocolate de su compañero Joseph Edy, que incorporaba pedazos de malvavisco y nuez. Más tarde, las nueces serían substituidas por pedazos de almendra tostada. Después del crac de Wall Street de 1929, la empresa le dio su nombre actual al sabor, «para dar la gente algo porque reír en medio de la Gran Depresión».
Por otro lado la Fenton's Creamery de Oakland, alegó que William Dreyer había basado su receta en un sabor de helado inventado por su amigo George Farren de la Fenton's, que mezcló su propia barra de caramelo estilo Rocky road en el helado; sin embargo Dreyer sustituyó las nueces por almendras.
El helado Rocky road original usaba helado de chocolate sin pedazos (o chips) de chocolate. Actualmente en 2010, el helado Rocky road puede  obtenerse también con una base de helado de vainilla, con pedazos de chocolate, malvaviscos y almendras.